# بیلی بودین
بیلی بودین (انگلیسی: Billy Bodin؛ زادهٔ ۲۴ مارس ۱۹۹۲) بازیکن فوتبال اهل بریتانیا است.
از باشگاه‌هایی که در آن بازی کرده‌است می‌توان به باشگاه فوتبال سوئیندون تاون، باشگاه فوتبال کرو آلکساندرا، باشگاه فوتبال تورکی یونایتد، باشگاه فوتبال بریستول راورز، و باشگاه فوتبال نورث‌همپتون تاون اشاره کرد.
وی همچنین در تیم‌های ملی فوتبال Wales national under-17 football team, Wales national under-19 football team، زیر ۲۱ سال ولز، و ولز بازی کرده‌است.